# مركز الجديدة
مركز الجديدة هو أحد المراكز الإدارية التابعة لمحافظة عرعر في منطقة الحدود الشمالية التابعة لـ المملكة العربية السعودية، تبعد 50 كيلومتر شمال مدينة عرعر، وعلى بعد 15 كيلومتراً من الحدود العراقية. يفصل بين الجديدة والحدود العراقية وادي عرعر من ناحية الغرب وشعيب سويف من ناحية الشرق، وبها منفذ جديدة عرعر على الحدود بين السعودية والعراق، وآبار قديمة ما زال بعضها صالحاً للاستعمال.
وافتتح المنفذ لأول مرة أمام المعتمرين في التاسع من شهر سبتمبر من العام 2022، بعد أن كان مغلقًا لفترات تجاوزت 30 عامًا، وذلك ضمن الجهود السعودية لزيادة أعداد المعتمرين القادمين من جميع أنحاء العالم.
ويشهد المنفذ جملة من الأعمال التطويرية لمواكبة الزيادة المرتقبة في أعداد المعتمرين العابرين من خلاله من جمهورية العراق.